# زیبیله شونروک
زیبیله شونروک (آلمانی: Sybille Schönrock؛ زادهٔ ۲۸ ژوئیه ۱۹۶۴) شناگر زن اهل آلمان شرقی بود.
وی در مسابقات کشوری و بین‌المللی در مجموع برندهٔ ۱ مدال نقره شده‌است.